# Interferenza di Max Headroom

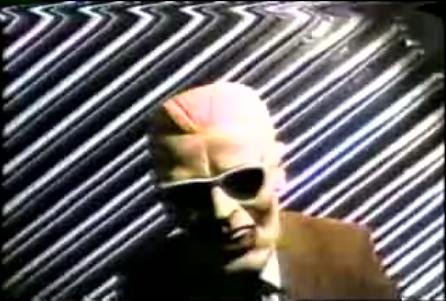
L'ignoto con la maschera di Max Headroom interrompe le trasmissioni

L'interferenza di Max Headroom (in inglese Max Headroom signal hijacking o Max Headroom broadcast signal intrusion incident) fu un atto di intrusione nel segnale di broadcasting, accaduto a Chicago la sera del 22 novembre 1987, quando un uomo, con indosso una maschera del personaggio di Max Headroom, riuscì a interrompere i programmi di due emittenti televisive. Sia il pirata che i suoi eventuali complici non sono mai stati identificati né catturati né arrestati.

## I fatti

### WGN-TV 9
La prima intrusione ebbe luogo alle ore 21 circa, durante il programma News at Nine dell'emittente WGN-TV. Durante gli highlights che riguardavano la squadra dei Chicago Bears, il segnale televisivo fu interrotto da un video in cui compariva una sagoma umana con la maschera di Max Headroom. La sagoma, seduta o in piedi di fronte alla telecamera, aveva alle spalle un pannello metallico in movimento che riproduceva quello dello spot pubblicitario della New Coke. Non c'era audio, ma soltanto un ronzio. L'intrusione fu bloccata dopo 20 secondi, quando la WGN spense la modulazione del loro studio di collegamento presso il trasmettitore del John Hancock Center. Il conduttore Dan Roan, che in quel momento stava commentando i risultati della partita, si mostrò visibilmente confuso e, con una nota di sarcasmo, si rivolse agli spettatori dicendo: «If you're wondering what's happened, so am I» ("Se vi state chiedendo che cosa sia successo, me lo chiedo anch'io.").

### WTTW 11
Nella stessa sera, intorno alle 23:15 (appena due ore dopo l’intrusione alla WGN) durante la trasmissione della serie televisiva Doctor Who, l'emittente televisiva WTTW viene colpita dall'intrusione con le stesse modalità della precedente. In questo caso è presente l'audio che permette di ascoltare una voce distorta. Il personaggio con la maschera di Max Headroom riappare ed esclama: «That does it. He's a freakin' nerd» ("Ne ho abbastanza. È un fottuto nerd") e «Yeah, I think I'm better than Chuck Swirsky. Freakin' liberal» ("Sì, credo di essere meglio di Chuck Swirsky. Dannato liberale"). Il personaggio continua il suo monologo con frasi sconnesse, tra le quali «Catch the wave» ("Cavalca l'onda"), mentre tiene in mano una lattina di Pepsi-Cola, chiaro riferimento allo spot della Coca-Cola di quegli anni e di cui Max Headroom era testimonial. L'uomo continua con altre frasi come «Your love is fading» ("Il tuo amore sta svanendo"), canticchiando il tema della serie Clutch Cargo ed affermando anche: «I just made a giant masterpiece for all the greatest world newspaper nerds» ("Ho appena realizzato un capolavoro gigantesco per tutti i più grandi nerd dei giornali mondiali"), con riferimento alla sigla WGN, che sta per "World's Greatest Newspaper", appartenente al Chicago Tribune della Tribune Company. Il personaggio poi tiene in mano un guanto dicendo che il fratello sta indossando l'altro, infine, dicendo che era "sporco", lo toglie e lo getta via.
L'inquadratura mostra successivamente la parte bassa del busto e le natiche del personaggio. Un complice che indossa un vestito da donna lo frusta e mentre il personaggio dice: «They're coming to get me!» ("Stanno venendo a prendermi!"), il complice risponde: «Bend over, bitch!» ("Piegati, puttana!"). Il personaggio, ansimando, dice: «Do it!» ("Fallo!"). A quel punto la trasmissione viene oscurata, dopo circa 90 secondi dal suo inizio.

## La reazione
L'emittente televisiva WTTW era impossibilitata a fermare l'intrusione del segnale pirata poiché quella sera non aveva tecnici in servizio. Diversamente dalla WGN-TV, inoltre, l’emittente non aveva la possibilità di spegnere il proprio trasmettitore in zona poiché non ne aveva il controllo remoto. Il giorno seguente, l’incidente si guadagnò tutti i titoli principali dei mezzi di comunicazione, tra le quali la CBS, che gli dedicò un ampio spazio durante il programma CBS Evening News.
La WTTW e la WGN-TV, insieme alla HBO, sono al momento le uniche emittenti statunitensi ad essere state vittima di un'intrusione del genere. Nonostante non si siano difatti verificate altri tipi di interferenze nelle emittenti americane, simili disturbi furono rilevati anche nelle emittenti australiane e ceche.
Dopo l'incidente, la rete WMAQ-TV-5 mise una clip del secondo attacco in mezzo a una loro trasmissione per far spaventare scherzosamente gli spettatori.

## Nella cultura di massa
L'11 maggio 2017, il cantante dei Muse Matthew Bellamy ha caricato un video su Instagram con il "making of" del singolo Dig Down, in uscita il 18 maggio 2017, in cui si vede il batterista Dominic Howard vestito in giacca e cravatta come Max Headroom mentre viene frustato; sullo sfondo è presente il pannello metallico che veniva fatto ruotare nel video originale. In seguito, la pagina Facebook ufficiale della band ha pubblicato fotografie promozionali dei restanti membri del gruppo vestiti allo stesso modo e nello stesso contesto.